# تريمينة
تريمينة  (الاسم العلمي: Trimenia) هي جنس نباتي يتبع فصيلة التريمينية من رتبة الأستربيليات.